# Општа болница Панчево
Општа болница Панчево је здравствена установа у систему здравства Србије која здравствену делатност обавља на секундарном нивоу здравствене заштите, који обухвата специјалистичко-консултативну и болничку здравствену делатност. Налази се у улици Милоша Требињца 11.

## Историја
Поред Народне баште, 1830. године је подигнута Општа градска болница. Шездесет година касније, у болници је радило 12 лекара и 15 бабица. Град је у то време имао око 17.000 становника. Историја дуга више од 180 година излизала је камене плоче у ходницима некадашње Опште градске болнице. У узаним и дугим собама високих стропова, у којима су раније лежали болесници, данас се налазе канцеларије управе Опште болница Панчево.
У саставу болнице постоје следећа одељења и службе: клиничко-биохемијске лабораторије, одељење микробиологије, патологије, болничка апотека, одељење физикалне медицине са рехабилитацијом, рендген дијагностике са ултра звуком, одељење ургентне медицине, опште хирургије, интензивна нега са операционим блоком, одељење урологије, ортопедије, психијатрије са дневном болницом, одељење за трансфузију крви, интерно, дечије, оториноларингологија, инфективно, очно, гинеколошко-акушерско, неуропсихијатриско, грудно, онколошко и дерматовенеролошко одељење, специјалистички центар и служба социјалне медицине.

## Галерија
- Табла са називом.
- Општа болница Панчево.
- Споменик Стевана Шупљикца испред болнице.